# Коли Ніцше плакав
«Коли Ніцше плакав» (англ. When Nieztsche Wept) — роман 1992 року американського психолога і психотерапевта Ірвіна Ялома.

## Сюжет
Відомий лікар Йозеф Броєр зустрічає Лу Андреас-Саломе. Дівчина просить допомогти її другові Фрідріху Ніцше, який перебуває в глибокій депресії. Броєр вирішує взятися за справу, але при зустрічі з Ніцше виявляється, що переконати його почати лікування не так легко. Філософ погоджується тільки після того, як в Броєра з'являється цікава пропозиція: він буде лікувати тіло Ніцше, а Ніцше лікуватиме його душу.

## Персонажі
Йозеф Броєр — сорокарічний віденський лікар, багатий, шанований в суспільстві, вдало одружений, проте нещасний.
Фрідріх Ніцше — багатообіцяючий філософ. Зі складнощами адаптується в соціумі, мучиться від страшних мігреней і важко переживає відмову дівчини, до якої плекає почуття.
Лу Саломе — німкеня російського походження, розумна і харизматична дівчина, в яку закоханий Ніцше. Намагається допомогти йому, але робить це більше з егоїстичних міркувань.
Зігмунд Фройд — молодий протеже Броєра зі сміливими поглядами на лікарську практику.

## Екранізація
У 2007 році Пінхас Перрі зняв однойменний фільм на основі роману.

## Переклад українською
- Ірвін Ялом. Коли Ніцше плакав. Роман про одержимість. Пер. з англійської Олег Король. – Харків: Клуб сімейного дозвілля, 2019. – 464 с.